# Dacnusa obesa
Dacnusa obesa är en stekelart som beskrevs av Stelfox 1954. Dacnusa obesa ingår i släktet Dacnusa och familjen bracksteklar. Inga underarter finns listade i Catalogue of Life.